# RK Nada
Ragbi klub Nada, ragbijski klub iz Splita, Hrvatska.
Klupsko sjedište je na adresi Ul. Zrinsko-Frankopanska 17, Split.
Klub je osnovan 23. veljače 1959. godine.

## Igralište
Klub je u prošlosti igrao na raznim igralištima po Splitu i okolici (legendarno je bilo voženje vratnica na "fići"), među ostalim i na splitskom predjelu Gripe (danas je tu sportsko-rekreacijski centar od velike i male dvorane, košarkaška dvorana, dvorana za dizače utega, dvorana za borbene športove i bućarska dvorana, parkić i dječje igralište). Ragbijaši su se skrasili konačno na starom Hajdukovom igralištu, "Kod stare Plinare".
Početci su bili na splitskim Bačvicama. Momci još nisu znali pravila, pa su igrali po "svojim" pravilima.

## Rezultati na državnim prvenstvima
- 1991/92.: prvaci
- 1992/93.: prvaci
- 1993/94.: 2.
- 1994/95.: prvaci
- 1995/96.: prvaci
- 1996/97.: prvaci
- 1997/98.: 2.
- 1998/99.: prvaci
- 1999/00.: prvaci
- 2000/01.: 2.
- 2001/02.: prvaci.
- 2002/03.: prvaci
- 2003/04.: prvaci
- 2004/05.: prvaci
- 2005/06.: prvaci
- 2006/07.: prvaci
- 2007/08.: prvaci
- 2008/09.: prvaci
- 2009/10.: prvaci
- 2010/11.: prvaci
- 2011/12.: prvaci
- 2012/13.: prvaci
- 2013/14.: prvaci
- 2014/15.: prvaci
- 2015/16.: prvaci
- 2016/17.: prvaci
- 2017/18.: prvaci
- 2020./21.: prvaci

## Uspjesi

### Državna prvenstva
Klub je višestruki prvak države i osvajač Kupa, i Hrvatske i bivše SFR Jugoslavije.
Po hrvatskim državnim naslovima, klub je najuspješniji splitski klub.
- Prvenstva FNRJ/SFRJ (11):
  - Prvaci: 1962., 1963., 1964., 1965., 1966., 1967., 1970., 1971., 1972., 1973., 1989.

- Prvenstvo SR Hrvatske: (1):
  - Prvaci: 1981. (jedino takvo za vrijeme SFRJ)

- Prvenstvo Republike Hrvatske (25):
  - Prvaci: 1991/92., 1992/93., 1994/95., 1995/96., 1996/97., 1998/99., 1999/00., 2002./03., 2003/04., 2004/05., 2005/06., 2006/07., 2007/08. 2008/2009. 2009/2010. 2010/2011. 2011/2012., 2012./13., 2013./14., 2014./15., 2015./16., 2016./17., 2017./18., 2018./19., 2020./21.

### Državni kupovi
(popis nepotpun)
- Jugoslavenski kup
  - osvajači: (9): 1964., 1968., 1969., 1970., 1972., 1976., 1982., 1984., 1989.

- Hrvatski kup
  - osvajači: (15): 1993., 1998., 1999., 2000., 2005., 2004/05., 2007., 2008., 2009., 2010., 2011., 2012., 2013., 2014., 2016., 2021., 2022.
  - sudionici završnice: (3): 2006., 2015., 2023.

### Međunarodna natjecanja

#### Interliga
- 2003/04.: prvaci
- 2004/05.: 2.
- 2005/06.: nije sudjelovala
- 2006/07.: prvaci
- 2007/08.: prvaci

#### Regionalna liga
Budući međunarodna ragbijska federacija nije organizirala kup europskih prvaka za amatere za sezonu 2007/08., klubovi s europskog jugoistoka su se organizirali i pokrenuli su za tu sezonu Regionalnu Ligu prvaka u ragbiju 15 (Regional Rugby Championship), u kojoj sudjeluje i Nada. Istu ligu je osvojila premoćno.
- 2007./08.: prvaci
- 2008./09.: prvaci
- 2009./10.: prvaci
- 2010./11.: prvaci
- 2011./12.: prvaci
- 2012./13.: prvaci
- 2013./14.: prvaci
- 2014./15.: doprvaci
- 2015./16.: trećeplasirani
- 2016./17.: prvaci
- 2017./18.: prvaci[1]

#### Euro-kupovi
- Kup srednjoeuropskih prvaka

Osvajač je Kupa srednjoeuropskih prvaka 2001. godine, pobjedom nad češkom momčadi Dragonom iz Brna - u Splitu je 2. rujna bilo 19:12, a u Brnu 15. rujna je bilo 21:21. [neaktivna poveznica]
- Kup europskih prvaka za amaterske klubove
- 2005.

U sezoni 2005., "Nada" je osvojila treće mjesto.
- 2006.

"Nada" je bila sudionikom završnice kupa europskih prvaka u ragbiju 2006. godine protiv ruske Slave Zenita, pobjednika Baltičkog kupa za sezonu 2006. Voljom ždrijeba, igrala se samo jedna utakmica. 
Utakmica se odigrala 2. prosinca 2006., u Splitu, na igralištu u Plinarskoj. Nada je izgubila 21:24, iako je na poluvremenu vodila 21:7. Vidi (izvješće  Arhivirana inačica izvorne stranice od 25. lipnja 2007. (Wayback Machine) s utakmice). 

Unatoč sjajnom uspjehu hrvatskog kluba, ova utakmica nije imala slabo ili nikakvo pokriće u hrvatskim medijima (RTV postaje su u potpunosti zakazale; cijeli dan niti jedna vijest o ovoj utakmici nije bila rečena, kao ni rezultat te utakmice).
- - 2007.

Nije održano.

## Uspjesi u "ragbiju 7"
- Hrvatska
- 2007.: prvaci
- 2008.:

- Europa:
- klupsko prvenstvo Europe u ragbiju 7
- 2008. u Moskvi: 7. (pobjeda nad Englezima!)

## Pohvale
Dobitnik je međunarodne nagrade "Trophée International du Fair-play Pierre de Coubertin" za fair-play 1987. Rečene godine, klub nije htio prihvatiti naslov prvaka koji bi ih dopao zbog smiješne činovničke zavrzlame, koja je naslov prvaka odnijela Čeliku iz Zenice, a dodijelila Nadi; štoviše, takav naslov prvaka je glatko odbijen i prepušten Čeliku, koji je po bodovima i osvojio naslov. Od domaćih nagrada za isti slučaj, ističemo da je "Nada" dobila i "Trofej fair play Vladimir Orešković".

## Vanjske poveznice
- Službene klupske stranice  Arhivirana inačica izvorne stranice od 10. veljače 2009. (Wayback Machine)
- Galerija slika  Arhivirana inačica izvorne stranice od 27. rujna 2007. (Wayback Machine) na karadza.org
- Zakon pjace  Arhivirana inačica izvorne stranice od 3. prosinca 2007. (Wayback Machine) Strašni ragbijaši "Nade"